# Cát Thành (xã)
Cát Thành là một xã thuộc huyện Phù Cát, tỉnh Bình Định, Việt Nam.
Xã Cát Thành có diện tích 41,78 km², dân số năm 1999 là 8.164 người, mật độ dân số đạt 195 người/km².

## Hành chính
Xã Cát Thành được chia thành 6 thôn: Chánh Hóa, Chánh Hùng, Chánh Thắng, Chánh Thiện, Hóa Lạc, Phú Trung.